# Week-end mouvementé
Pour plus de détails, voir Fiche technique et Distribution.
Week-end mouvementé (titre original : Fifty Roads to Town) est un film américain en noir et blanc réalisé par Norman Taurog, sorti en 1937.

## Synopsis
Peter Nostrand est appelé à témoigner dans une affaire de divorce de couple. Ne voulant pas prendre parti, il décide de se cacher un moment dans une auberge à la campagne. Une jeune fille découvre sa cachette et pense qu'il est un bandit évadé. Elle informe le shérif local, qui croit son histoire. Ils sont tous surpris par une violente tempête de neige...

## Fiche technique
- Titre : Week-end mouvementé
- Titre original : Fifty Roads to Town
- Réalisation : Norman Taurog
- Scénario : William M. Conselman et George Marion Jr. d'après le roman de Frederick Nebel
- Photographie : Joseph H. August
- Montage : Hanson T. Fritch
- Musique : David Buttolph
- Costumes : Royer
- Producteur : Raymond Griffith
- Société de production : 20th Century Fox
- Pays d'origine : États-Unis
- Format : noir et blanc - 1,37:1 - Mono (Western Electric Mirrophonic Recording)
- Genre : comédie
- Durée : 80 min
- Dates de sortie : 
  - États-Unis : 4 juin 1937
  - France : 16 juin 1937
  - Belgique : 22 juillet 1938 (Bruxelles)

## Distribution
- Don Ameche : Peter Nostrand
- Ann Sothern : Millicent Kendall
- Slim Summerville : Ed Henry
- Jane Darwell : Mme Henry
- John Qualen : Shériff Dow
- Douglas Fowley : Dutch Nelson
- Allan Lane : Leroy Smedley
- Alan Dinehart : Jerome Kendall
- Stepin Fetchit : Percy
- Paul Hurst : Tom
- Spencer Charters : George Hession
- DeWitt Jennings : Capitaine Galloway
- Oscar Apfel : Smorgen
- John Hamilton : Capitaine Carroll
- Russell Hicks : Officier de police
- Arthur Aylesworth : Député
- Robert Homans : Policier